# Агас, Димитрис
Димитрис Агас (греч. Δημήτρης Αγάς; 28 сентября 1959) — кипрский футболист.

## Карьера
На клубном уроне известен по выступлениям за «Аполлон» и АПОП (Пафос). В составе «Аполлона» сыграл в двух матчах 1-го раунда Кубка обладателей кубков 1982/83 с испанской «Барселоной» (0:8; 1:1) и двух матчах 1-го раунда Кубка УЕФА 1984/85 с чешским «Богемианс 1905» (1:6; 2:2).
За национальную сборную Кипра сыграл единственный матч 28 октября 1989 года в рамках отборочного турнира чемпионата мира 1990 против сборной Югославии (1:2), появившись на замену на 84-й минуте вместо Янноса Иоанну. Также провёл по крайней мере один матч за молодёжную сборную Кипра в 1978.